# Eugène Afrika
Eugène Afrika (14 aprile 1971) è un ex calciatore lussemburghese, di ruolo centrocampista.